# 诒裕堂
诒裕堂，位于江西省上饶市婺源县沱川乡理坑村，为清道光年间茶商余显辉所建的府第，以精美的三雕（砖雕、石雕、木雕）著称。
2000年7月25日，诒裕堂与天官上卿第、司马第、云溪别墅、友松祠、福寿堂一并以“理坑村民居”之名，列为第四批江西省文物保护单位。2006年5月25日，除诒裕堂外的天官上卿第等五处建筑，被列为第六批全国重点文物保护单位。
2019年4月1日，江西省文化和旅游厅批准了上饶市文广新旅局提出的诒裕堂维修设计方案的行政许可申请。